# Guegue
Guegue és una localitat de São Tomé i Príncipe a un kilòmetre al sud-oest d'Uba Budo i al districte de Cantagalo, a l'est de l'illa de São Tomé. La seva població és de 286 (2008 est.). Es troba L'etimologia del nom de la localitat és angolès (també Gege).

## Evolució de la població
| 2001 | 2008 |
| 251  | 286  |